# Нгамбайский язык
Нгамбай (также гамба, гамблай, сара-нгамбай) — один из языков сара, относящихся к ветви бонго-багирми центральносуданской семьи нило-сахарской макросемьи. Распространён в юго-западной части Чада (регионы Западный Логон и Восточный Логон), а также в некоторых прилегающих районах Камеруна (департамент Майо-Рей Северного региона)и Нигерии. Почти полностью взаимопонятен с языком лака, который возможно является диалектом нгамбай. По данным на 2013 год число носителей в Чаде составляет около 1320 тыс. человек.
| Нгамбайский алфавит | Нгамбайский алфавит | Нгамбайский алфавит | Нгамбайский алфавит | Нгамбайский алфавит | Нгамбайский алфавит | Нгамбайский алфавит | Нгамбайский алфавит | Нгамбайский алфавит | Нгамбайский алфавит | Нгамбайский алфавит | Нгамбайский алфавит | Нгамбайский алфавит | Нгамбайский алфавит | Нгамбайский алфавит | Нгамбайский алфавит | Нгамбайский алфавит | Нгамбайский алфавит | Нгамбайский алфавит | Нгамбайский алфавит | Нгамбайский алфавит | Нгамбайский алфавит | Нгамбайский алфавит | Нгамбайский алфавит | Нгамбайский алфавит | Нгамбайский алфавит |
| ------------------- | ------------------- | ------------------- | ------------------- | ------------------- | ------------------- | ------------------- | ------------------- | ------------------- | ------------------- | ------------------- | ------------------- | ------------------- | ------------------- | ------------------- | ------------------- | ------------------- | ------------------- | ------------------- | ------------------- | ------------------- | ------------------- | ------------------- | ------------------- | ------------------- | ------------------- |
| A                   | B                   | Bb                  | D                   | Dd                  | E                   | Ee                  | Ɛ                   | G                   | H                   | I                   | J                   | K                   | L                   | M                   | N                   | O                   | Ɔ                   | P                   | R                   | S                   | T                   | U                   | V                   | W                   | Y                   |
| a                   | b                   | bb                  | d                   | dd                  | e                   | ee                  | ɛ                   | g                   | h                   | i                   | j                   | k                   | l                   | m                   | n                   | o                   | ɔ                   | p                   | r                   | s                   | t                   | u                   | v                   | w                   | y                   |